# Parteiengehör
Parteiengehör ist in Österreich die Bezeichnung für das Recht einer Verfahrenspartei, im Rahmen der Teilnahme am Verfahren
- vom bisherigen Ergebnis des Verfahrens (zum Beispiel der Beweisaufnahme) informiert zu werden, soweit das noch nicht (etwa auch durch persönliche Anwesenheit) erfolgt ist,
- dazu Stellung zu nehmen,
- die Stellungnahme im weiteren Verfahren berücksichtigt zu finden, indem das jeweilige Organ (Gericht, Verwaltungsbehörde) sich mit der Stellungnahme auseinandersetzen muss.